# Липтовски Петер
Липтовски Петер (слч. Liptovský Peter) насељено је мјесто са административним статусом сеоске општине (слч. obec) у округу Липтовски Микулаш, у Жилинском крају, Словачка Република.

## Становништво
| Година:    | 1994. | 2004.   | 2014.   | 2024.   |
| ---------- | ----- | ------- | ------- | ------- |
| Број људи: | 1389  | 1361    | 1370    | 1265    |
| Разлика:   |       | -2,01 % | +0,66 % | -7,66 % |

| Година:    | 2023. | 2024.   |
| ---------- | ----- | ------- |
| Број људи: | 1280  | 1265    |
| Разлика:   |       | -1,17 % |

Према подацима о броју становника из 2011. године насеље је имало 1.376 становника.